# 7 mai 2011
Le samedi 7 mai 2011 est le 127e jour de l'année 2011.

## Décès
- Egon Bittner (né le 16 avril 1921), sociologue américain
- Eilert Määttä (né le 22 septembre 1935), joueur de hockey sur glace suédois
- Gunter Sachs (né le 14 novembre 1932), homme d'affaires multimillionnaire, photographe et sportif de haut niveau, et de nationalité allemande et suisse
- James Sherburne (né le 22 mai 1925), écrivain américain de roman policier et de roman historique
- Jane Rhodes (née le 13 mars 1929), artiste lyrique
- Nisso Pelossof (né le 25 décembre 1921), photographe français
- Ross Hagen (né le 21 mai 1938), acteur américain
- Severiano Ballesteros (né le 9 avril 1957), joueur de golf espagnol
- Willard Boyle (né le 19 août 1924), physicien canadien
- Winfried Jestaedt (né le 19 décembre 1931), journaliste allemand

## Événements
- Élections législatives à Niue
- Élections législatives à Singapour : victoire du Parti d'action populaire, au pouvoir depuis 1959
- 1re étape du Tour d'Italie 2011
- Création du Parti tunisien
- Sortie du film d'animation Voyage vers Agartha